# Lista de sentenças de prisão mais longas já aplicadas
Esta é uma lista de sentenças de prisão mais longas já aplicadas a uma única pessoa, em todo o mundo. Listadas em instâncias onde as pessoas foram condenadas a penas de prisão que tenham excedido no mínimo a duração inteira de uma vida humana.
Estas sentenças diferem tecnicamente das penas de prisão perpétua, onde o tempo de prisão designado têm comprimentos específicos, embora em termos práticos, ele possa servir ao mesmo propósito.
| Posição | Nome                        | Início da sentença | Termos da sentença                                                           | País           | Descrição |
| ------- | --------------------------- | ------------------ | ---------------------------------------------------------------------------- | -------------- | --- |
| 1       | Chamoy Thipyaso             | 1989               | 141.078 anos                                                                 | Tailândia      | Em 1989 a sentença mais longa do mundo foi aplicada a Chamoy Thipyaso (funcionária da PTT Public Company Limited) na China, 141.078 anos de prisão, de acordo com o Guinness World Records de 2006. Ela foi condenada por fraude corporativa, por ter defraudado mais de 16.000 chineses em um esquema de pirâmide, que vale hoje mais de $ 204.000.000. |
| 2       | Othman el-Gnaoui            | 2007               | 42.924 anos                                                                  | Espanha        | Condenados por seus papéis nos atentados de 11 de março de 2004 em Madrid. Sob a lei espanhola, a pena máxima que qualquer um deles pode cumprir é de 40 anos. |
| 3       | Jamal Zougam                | 2007               | 42.922 anos                                                                  | Espanha        | Condenados por seus papéis nos atentados de 11 de março de 2004 em Madrid. Sob a lei espanhola, a pena máxima que qualquer um deles pode cumprir é de 40 anos. |
| 4       | Emilio Suárez Trashorras    | 2007               | 34.715 anos                                                                  | Espanha        | Condenados por seus papéis nos atentados de 11 de março de 2004 em Madrid. Sob a lei espanhola, a pena máxima que qualquer um deles pode cumprir é de 40 anos. |
| 5       | Charles Scott Robinson      | 1994               | 30.000 anos                                                                  | Estados Unidos | Em 23 de dezembro de 1994, o estuprador de crianças de Oklahoma, Charles Scott Robinson, recebeu a sentença de prisão mais longa a um único americano em múltiplas contagens -. 5.000 anos para cada uma das seis acusações contra ele. |
| 6       | Allan Wayne McLaurin        | 1994               | 20.250 anos                                                                  | Estados Unidos | Cúmplice de Darron Bennalford Anderson, McLaurin foi condenado a 21.750 anos, mas em recurso, sua pena foi reduzida em 500 anos. |
| 7       | Pudit Kittithradilok        | 2017               | 13.275 anos                                                                  | Tailândia      | Condenado por 2.653 acusações de fraude. Por ter confessado os crimes, sua pena foi reduzida para 6.637 anos e 6 meses de prisão - segundo a lei tailandesa, a pena máxima para um condenado por fraudes financeiras não pode ultrapassar 20 anos. |
| 8       | Dudley Wayne Kyzer          | 1981               | 10.000 anos                                                                  | Estados Unidos | Em 04 de dezembro de 1981, em Tuscaloosa, Alabama, Dudley Wayne Kyzer foi condenado a 10 000 anos de prisão por em 1976 ter matado sua ex-esposa. Na época, esta foi a mais longa sentença já aplicada nos Estados Unidos. Kyzer foi condenado por matar a sua ex-esposa, Diane Kyzer, sua sogra, Eunice Barringer, e o estudante universitário Rick Pyron, que apenas passava o dia das bruxas na casa da família. Ele também recebeu penas de prisão perpétua para cada um dos crimes para além dos 10.000 anos. O juiz justificou seu veredicto em nome da brutalidade dos assassinatos. Ele teve negado o pedido de liberdade condicional por 9 vezes. Em 2015, passou por uma nova audiência de liberdade condicional. O tribunal decidiu que pela brutalidade com que ele tinha matado a sua ex-esposa uma longa sentença foi mais do que merecida. |
| 9       | Rigoberto Vazquez Hernandez | 2013               | 7.000 anos                                                                   | Estados Unidos | Foi condenado a 7 mil anos de prisão por ter cometido um triplo homicídio em uma boate em Dallas, no Texas. |
| 9       | Feanyichi Ezekwesi Uvukansi | 2012               | 7.000 anos                                                                   | Estados Unidos | Em uma boate na região sudoeste de Houston, matou 3 pessoas e deixou outras 2 feridas, incluindo o rapper Trae tha Truth. |
| 12      | Franklin Joseph Ransonette  | 1973               | 5.005 anos                                                                   | Estados Unidos | Os irmãos Ransonette foram condenados à mesma pena (5.005 anos de prisão) pelo sequestro de Amanda Mayhew Dealey, mantida em cárcere privado por 60 horas e libertada após um pagamento de 250.000 dólares de resgate. 4 horas depois, o dinheiro foi devolvido e os sequestradores, presos. Woodrow Ransonette foi posto em liberdade condicional em 1999 e Franklin Ransonette faleceu na prisão, em 2008. |
| 12      | Woodrow Holmes Ransonette   | 1973               | 5.005 anos                                                                   | Estados Unidos | Os irmãos Ransonette foram condenados à mesma pena (5.005 anos de prisão) pelo sequestro de Amanda Mayhew Dealey, mantida em cárcere privado por 60 horas e libertada após um pagamento de 250.000 dólares de resgate. 4 horas depois, o dinheiro foi devolvido e os sequestradores, presos. Woodrow Ransonette foi posto em liberdade condicional em 1999 e Franklin Ransonette faleceu na prisão, em 2008. |
| 13      | Daniel Martinez             | 2015               | 6.060 anos                                                                   | Guatemala      | Ex-militares condenados à 6.060 anos de prisão cada um, pela morte de 201 camponeses em 1982 num massacre cometido pelo Exército contra populares na guerra civil daquele país, ocorrida entre os anos de 1960 à 1996. |
| 13      | Manuel Pop                  | 2015               | 6.060 anos                                                                   | Guatemala      | Ex-militares condenados à 6.060 anos de prisão cada um, pela morte de 201 camponeses em 1982 num massacre cometido pelo Exército contra populares na guerra civil daquele país, ocorrida entre os anos de 1960 à 1996. |
| 13      | Reyes Collin                | 2015               | 6.060 anos                                                                   | Guatemala      | Ex-militares condenados à 6.060 anos de prisão cada um, pela morte de 201 camponeses em 1982 num massacre cometido pelo Exército contra populares na guerra civil daquele país, ocorrida entre os anos de 1960 à 1996. |
| 13      | Carlos Carías               | 2015               | 6.060 anos                                                                   | Guatemala      | Ex-militares condenados à 6.060 anos de prisão cada um, pela morte de 201 camponeses em 1982 num massacre cometido pelo Exército contra populares na guerra civil daquele país, ocorrida entre os anos de 1960 à 1996. |
| 14      | Henri Parot                 | 1990               | 4.797 anos                                                                   | Espanha        | Membro-fundador do ETA, Henri Parot foi considerado culpado de 26 assassinatos e 166 tentativas de assassinato entre 1978 e 1990 |
| 15      | Martin Bryant               | 1996               | 35 penas de prisão perpétua + 1.035 anos sem direito a liberdade condicional | Austrália      | Martin John Bryant foi um assassino em massa australiano que se declarou culpado de assassinar 35 pessoas e ferir outras 23 pessoas no massacre de Port Arthur, num tiroteio em Port Arthur, Tasmânia, Austrália, em 28 de abril de 1996. Em 21 de novembro de 1996, Bryant foi condenado na Tasmanian pelo Chefe de Justiça, William Cox, à pena máxima de prisão perpétua para cada assassinato, e um adicional de 1035 anos para a somatória das 23 pessoas feridas, por ter atirado em 14 outras pessoas com a intenção de matar, e por quatro acusações de roubo de um veículo a motor, três crimes de fogo posto, e um de sequestro. |
| 16      | James Eagan Holmes          | 2015               | 12 penas de prisão perpétua + 3.318 anos sem direito a liberdade condicional | Estados Unidos | James Eagan Holmes é um assassino em massa culpado de orquestrar o tiroteio de Aurora em 2012, em um cinema em Aurora, Colorado. O tiroteio matou 12 pessoas e feriu outras 70. Ele recebeu 12 penas de prisão perpétua para cada assassinato, e um adicional de 3.318 anos de prisão por inúmeras acusações de tentativa de assassinato, uma acusação de posse de um artefato explosivo ilegal, e uma sentença de um crime de violência.[carece de fontes?] |

## Condenação por afirmação falsa
Em 1972, Gabriel March Granados, um carteiro de Palma de Maiorca (Espanha), foi demitido por irregularidades em seu trabalho. A empresa de Correios de sua cidade investigou e descobriu que ele cometeu fraude, apropriação ilegal de documentos e roubo (foram 42.768 cartas não-entregues). O Ministério Público propôs uma sentença de 9 anos para cada uma das cartas, o que daria 384.912 anos de prisão (seria a maior pena de prisão já imposta, caso fosse aceita), além de pagar 341,5 milhões de pesetas. Porém, o carteiro foi condenado a 14 anos e 2 meses, além de uma multa de 9 mil pesetas (500 dólares).